# Ерміт чагарниковий
Ермі́т чагарниковий (Phaethornis striigularis) — вид серпокрильцеподібних птахів родини колібрієвих (Trochilidae). Мешкає в Мексиці, Центральній і Південній Америці.

## Опис

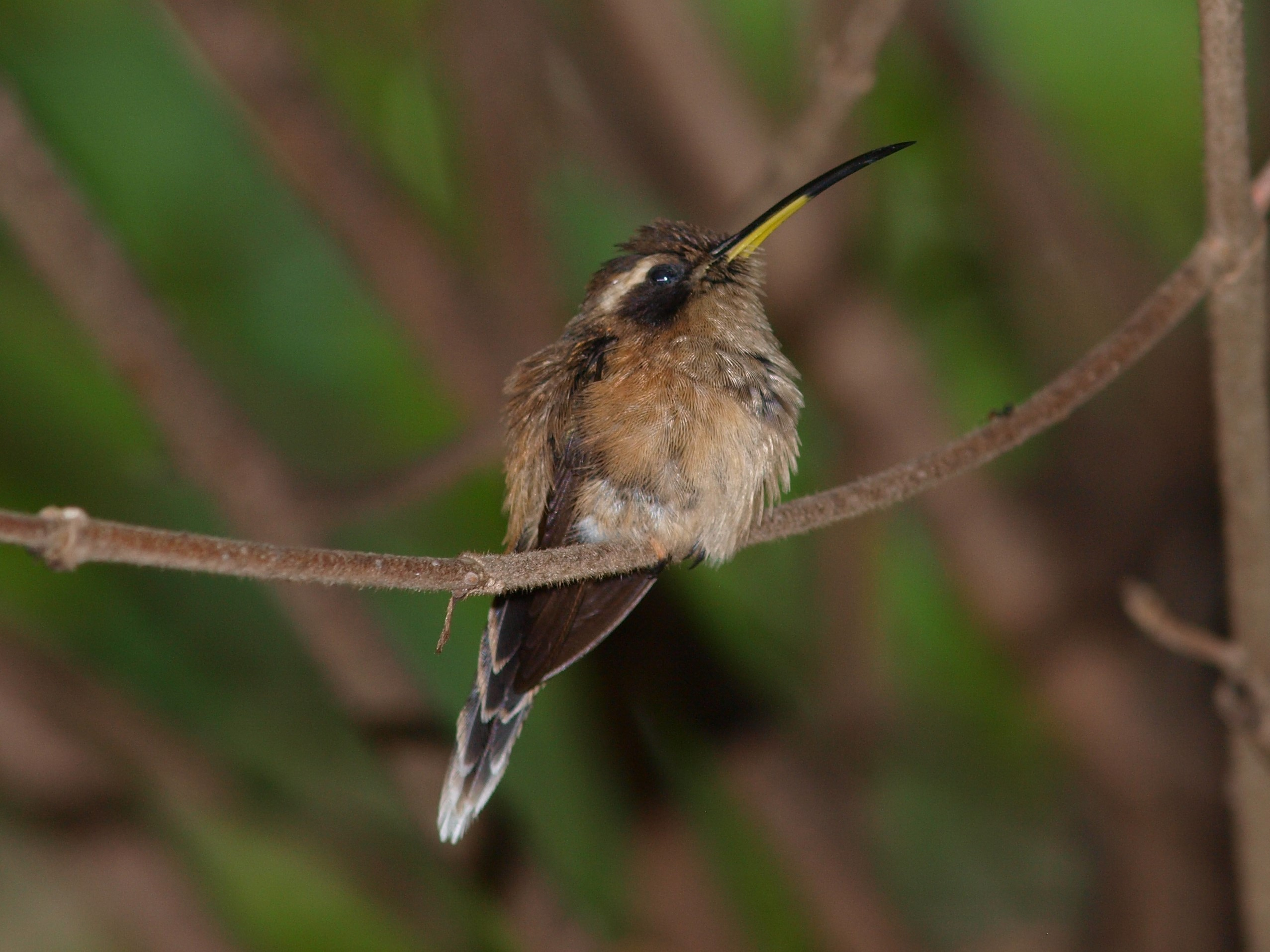
Чагарниковий ерміт (Венесуела)

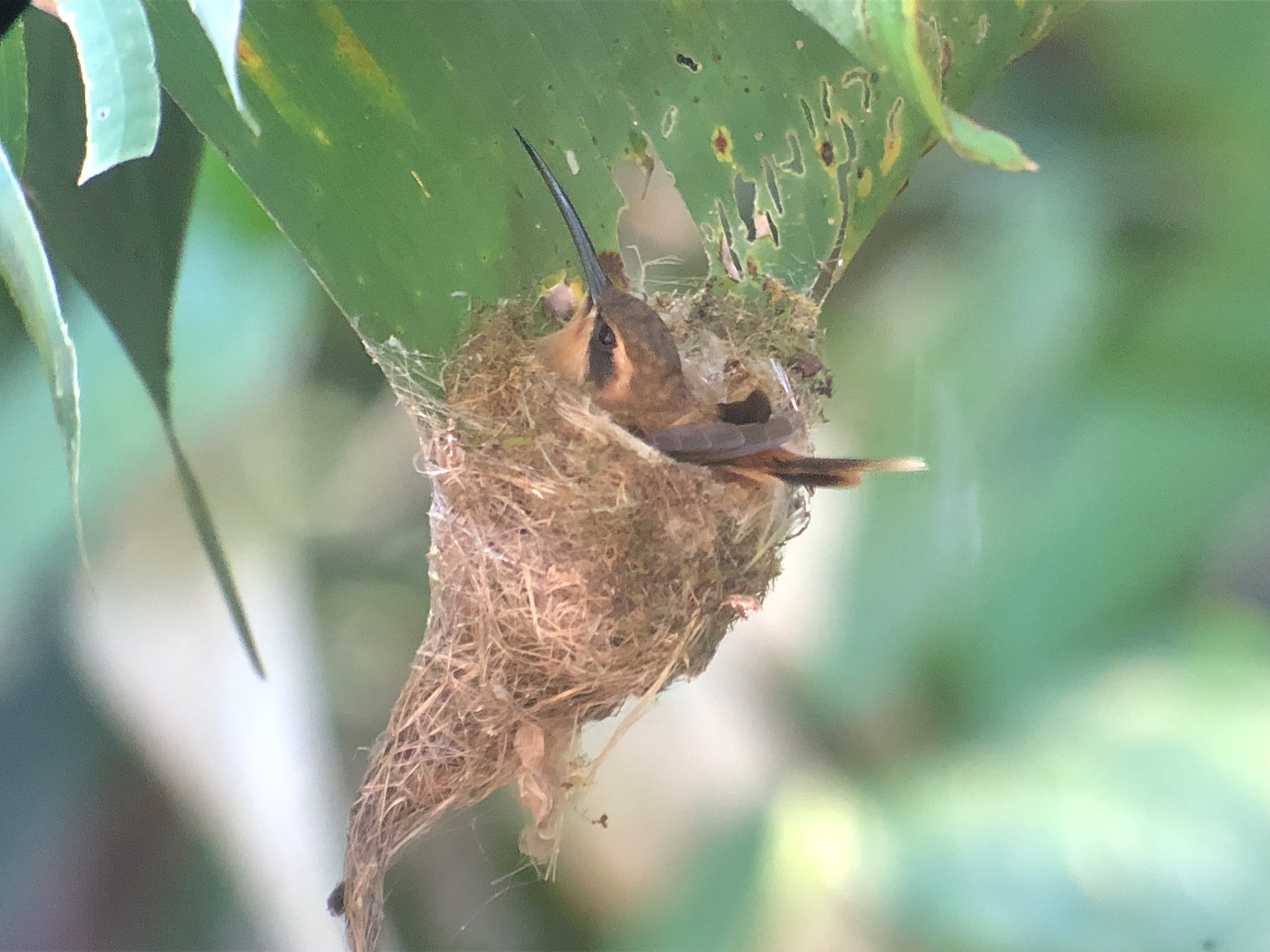
Чагарниковий ерміт в гнізді

Довжина птаха становить 9-10 см, вага 2-3 г. Верхня частина тіла оливково-зелене, надхвістя блідо-руде, горло і груди блідо-сірувато-коричневі, живіт і боки охристі. Горло легко поцятковане темними смужками,ерез очі ідуть широкі чорнуваті смуги, окаймлені білувато-христими  "бровами" і дещо більш тьмяними "вусами". у самців центральні стернові пера округлі з вузькими світлими краями. У самиці крила дещо довші, горло і груди меш яскраві, центральні стернові пера більш гострі з більш широкими світлими краями. Дзьоб довгий, вигнутий, чорний, знизу біля основи жовтий.

## Підвиди
Виділяють чотири підвиди:
- P. s. saturatus Ridgway, 1910 — від півднної Мексики (Оахака, Веракрус) до північно-західної Колумбії;
- P. s. subrufescens Chapman, 1917 — захід Колумбії і Еквадору (на південь до Ель-Оро);
- P. s. striigularis Gould, 1854 — північна Колумбія (зокрема, гірський масив Сьєрра-Невада-де-Санта-Марта) і західна Венесуела;
- P. s. ignobilis Todd, 1913 — північна Венесуела.

## Поширення і екологія
Чагарникові ерміти мешкають в Мексиці, Гватемалі, Белізі, Гондурасі, Нікарагуа, Коста-Риці, Панамі, Колумбії, Еквадорі і Венесуелі. Вони живуть в підліску вологих рівнинних і гірських тропічних лісів, на узліссях і галявинах і плантаціях, у вологих чагарникових заростях, на плантаціях і в садах. Зустрічаються переважно на висоті до 800 м над рівнем моря, у Венесуелі на висоті до 1300 м над рівнем моря, в Коста-Риці на висоті до 1500 м над рівнем моря, в Еквадорі на висоті до 1570 м над рівнем моря. Ведуть переважно осілий спосіб життя.

## Поведінка
Чагарникові ерміти живляться нектаром квітів з віночками середнього і малого розміру, пересуваючись за певним маршрутом, а також доповнюють раціон дрібними комахами і павуками. Іноді вони "викрадають" нектар, проколюючи квітку біля основи. Сезон розмноження в Мексиці триває з квітня по червень, на північному сході Коста-Рики птахи розмножуються протягом всього року з піками у березні-липні та листопаді-грудні. Гніздо має конусоподібну форму, робиться з рослинних волокон і опалого листя, скріплюється павутинням, підвішується під великим листом. В кладці 2 яйця, інкубаційний період триває 15-16 днів, пташенята покидають гніздо через 20-23 дні після вилуплення.